# Cultura Suediei
Suedia este o țară cu o bogată cultură, ce se remarcă printr-o literatură care cuprinde 7 laureați ai Premiului Nobel, sculptură și pictură, ambele producând talente cunoscute la nivel mondial. 